# Sainte-Marie-Madeleine
Sainte-Marie-Madeleine es un municipio de parroquia perteneciente a la provincia de Quebec en Canadá. Está ubicado en el municipio regional de condado de Les Maskoutains en la región de Montérégie-Est.

## Geografía
Sainte-Marie-Madeleine se encuentra en la planicie del San Lorenzo al suroeste de Saint-Hyacinthe. Rodea el municipio de pueblo de Sainte-Madeleine. Limita al norte con La Présentation, al este con Saint-Hyacinthe, al sureste con Saint-Damase, al sur con Saint-Jean-Baptiste, al oeste con Mont-Saint-Hilaire y al noroeste con Saint-Charles-sur-Richelieu. Su superficie total es de 49,76 km², de los cuales 49,67 km² son tierra firme.

## Urbanismo
Las tierras agrícolas ocupan 95 % de la superficie del territorio. Cuatro áreas son residenciales aunque la función comercial se encuentra a lo largo del bulevar Laurier. La autoroute Jean-Lesage ( A 20 ) es accesible por el rang Saint-Simon que atraviesa el pueblo de Sainte-Madeleine y el este de Sainte-Marie-Madeleine. El boulevard Laurier ( QC 116 ) une la localidad a Mont-Saint-Hilaire al oeste y a Saint-Hyacinthe al este. La rue Saint-Jean-Baptiste ( QC 227  sur) va hacia Saint-Jean-Baptiste aunque le chemin Benoît ( QC 229  norte) une la parte suroueste de la localidad a la ciudad de Mont-Saint-Hilaire.

## Historia
La parroquia católica de Sainte-Marie-Madeleine fue creada en 1876 con partes de las parroquias de Notre-Dame-de-Saint-Hyacinthe, Saint-Damase, La Présentation, Saint-Hilaire, Saint-Jean-Baptiste-de-Rouville y Saint-Charles. El municipio de parroquia de mismo nombre fue instituido en 1879. Entonces, la comunidad local contaba con 922 habitantes. El primero alcalde fue Charles Minette. En 1920, el municipio de pueblo de Sainte-Madeleine fue creado por separación del municipio de parroquia de Sainte-Marie-Madeleine.

## Política
El consejo municipal se compone del alcalde y de seis consejeros sin división territorial. La alcaldesa actual (2015) es Simon Lacombe después de 1981.
|            | 2005-2009                                                                                | 2009-2013 | 2013-2017 |
| Alcalde    | Simon Lacombe                                                                            | Simon Lacombe                                                                                                 | Simon Lacombe |
| Consejeros | Fernand Beaudin Pierre Dubuc Michel Garand Jean-Guy Leduc Daniel Martel Lucien Tétreault | Gilles Arpin* Lise Cadieux** Daniel Choquette Michel Garand Jean-Guy Leduc Hélène Ricard Jacqueline Tétreault | Patrice Barbot# Chantal Bernatchez# Lise Cadieux# Gilles Carpentier** Jean-Guy Chassé# Daniel Choquette# Marie-Hélène Di Tomaso#* |

* Al inicio del termo pero no al fin.  ** Al fin del termo pero no al inicio.  # En el partido del alcalde (2013).
A nivel supralocal, Sainte-Marie-Madeleine forma parte del MRC de Les Maskoutains. El territorio del municipio está ubicado en la circunscripción electoral de Borduas a nivel provincial y de Saint-Hyacinthe—Bagot a nivel federal.

## Demografía
Según el censo de Canadá de 2011, Sainte-Marie-Madeleine contaba con 2935 habitantes. La densidad de población estaba de 57,7 hab./km². Entre 2006 y 2011 hubo un aumento de 257 habitantes (9,6 %). En 2011, el número total de inmuebles particulares era de 1141, de los cuales 1122 estaban ocupados por residentes habituales, otros siendo desocupados o residencias secundarias.
Evolución de la población total, 1991-2015

## Economía
La agricultura local comprende sobre todo la producción hortícola, láctea y cerealista.